# حوزه فدرال مرکزی (نیجریه)
حوزه فدرال مرکزی (نیجریه) (به لاتین: Federal Capital Territory, Nigeria) یک حوزه فدرال واقع‌در مرکز کشور نیجریه است. شهر آبوجا، پایتخت نیجریه در این منطقه واقع شده است. منطقه حوزه فدرال مرکزی در سال ۱۹۷۶ میلادی از بخش‌هایی از چند ایالت شکل گرفت. بر خلاف ایالات نیجریه که توسط فرمانداران منتخب اداره می‌شود، ادارهٔ این منطقه را وزیر منصوب شده توسط رئیس جمهور برعهده دارد.

## خصوصیات
منطقه حوزه حکومت فدرال مرکزی، ۷٬۳۱۵ کیلومترمربع مساحت و ۲٬۲۳۸٬۸۰۰ نفر جمعیت دارد.
این منطقه درست در شمال محل تلاقی رودخانه نیجر و بنوئه واقع شده است و با ایالت‌های نیجر در غرب و شمال، کادونا در شمال شرقی، ناساراوا در شرق و جنوب و کوگی در جنوب غربی؛ هم‌مرز است.
این منطقه بین عرض ۸٫۲۵ و ۹٫۲۰ شمال خط استوا و طول ۶٫۴۵ و ۷٫۳۹ شرقی نصف النهار گرینویچ و در مرکز کشور واقع شده است.
این سرزمین در حدود ۷۳۱۵ کیلومتر مربع را در دشتی بی درخت، با شرایط آب و هوایی معتدل، اشغال کرده است.